# Birgit Nilsson
Märta Birgit Nilsson (Västra Karup, 17 de mayo de 1918 - Bjärlöv, 25 de diciembre de 2005) fue una soprano sueca especializada en ópera y obras sinfónicas, famosa por sus interpretaciones de Brunilda y otros personajes de óperas de Wagner —como Isolda—, Strauss —Electra, Salomé— y Puccini —Turandot—. Considerada la sucesora de la noruega Kirsten Flagstad, fue la máxima soprano wagneriana de posguerra. 
No está emparentada con la soprano sueca Christina Nilsson, que inauguró el Metropolitan Opera en 1893.
En su memoria se estableció el Premio Birgit Nilsson que se entrega desde 2009 y consta de un millón de dólares.

## Biografía

### Primeros años
Birgit Nilsson nació como Märta Birgit Svensson en una granja de Västra Karup en Skåne (100 km/60 millas al norte de Malmö), hija de Nils Svensson y Justina Svensson (de soltera Paulsson). A los tres años empezó a componer melodías en un piano de juguete que le compró su madre. Una vez declaró a un entrevistador que cantaba antes de andar y añadió: "Cantaba hasta en sueños". Se dio cuenta de su talento vocal cuando empezó a cantar en el coro de su iglesia. Un director de coro cercano a su casa la oyó cantar y le aconsejó que tomara clases de canto.
Estudió con Ragnar Blennow en Åstorp durante seis meses para prepararse para una audición en la Real Academia Sueca de Música de Estocolmo, donde quedó primera de un grupo de 47 cantantes y le concedieron la beca Christina Nilsson en honor a la famosa soprano. Sus profesores en la academia fueron Joseph Hislop y Arne Sunnegårdh. Sin embargo, ella se consideraba autodidacta: "El mejor maestro es el escenario", dijo a un entrevistador en 1981. "Sales a él y tienes que aprender a proyectarte". Lamentaba su temprana instrucción y atribuía su éxito al talento innato. "Mi primer profesor de canto [Hislop] casi me mata... [El segundo fue casi tan malo".

### Primeros años de carrera

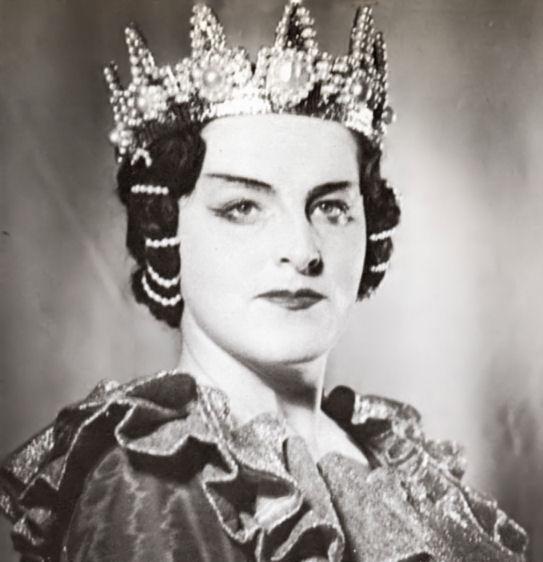
Lady Macbeth.

Realizó su debut en la Ópera Real de Estocolmo [Kungliga Operan] en 1946 en el papel de Agathe en Der Freischütz de Weber, contando con tan solo tres días para preparar el personaje. En 1947, obtuvo una buena recepción por parte del público de su país por su interpretación de Lady Macbeth en la ópera Macbeth de Verdi. Su primer compromiso internacional importante fue en la ópera Idomeneo de Mozart, en el Festival de Glyndebourne en 1951. La primera vez que cantó Brünnhilde fue en Múnich en 1954.
Nilsson debutó en Norteamérica como Isolde en 1956, en la Ópera de San Francisco. El éxito lo alcanzó pocos años más tarde cuando interpretó el mismo papel para la Ópera del Metropolitan de Nueva York, en 1959. Ese mismo año, se inició su relación con el prestigioso festival de Bayreuth en el papel de Elsa en Lohengrin, y a partir de ese momento, participó regularmente hasta el año de 1970. Fue favorita en el Metropolitan —donde cantó 16 papeles en más de 200 funciones—, Viena, en el Teatro Colón de Buenos Aires (en donde cantó en 7 temporadas, incluidas 2 tetralogías completas), Tokio, París, Chicago y Hamburgo.
Nilsson fue ampliamente reconocida como incomparable soprano wagneriana y aunque con un estilo completamente diferente, la auténtica sucesora de la legendaria soprano noruega, Kirsten Flagstad. Siempre se le relacionó con el rol de Brunilda e Isolda, cuando se le preguntó cual era su receta para resistir papeles tan extenuantes respondió «Uso un buen par de zapatos».
Además fue justamente admirada en papeles de opera italiana como Aida, Amelia de Un baile de máscaras, Tosca, Minnie en La fanciulla del West y como gran Turandot de Puccini. Una vez dijo «Isolda me hizo célebre pero Turandot me hizo rica».

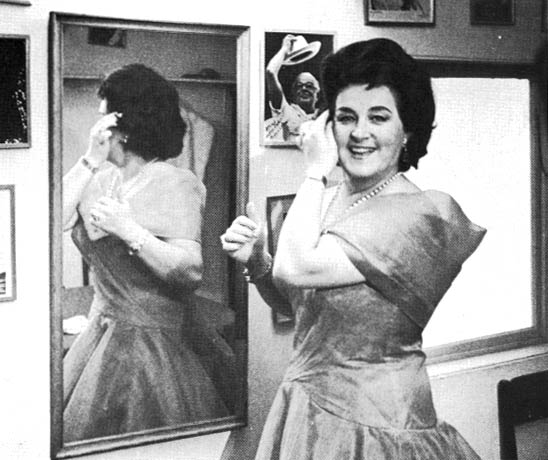
Birgit Nilsson en los años 1960.

Se destacó con Leonora en Fidelio, Elizabeth y Venus en Tannhäuser, la Mariscala de El caballero de la rosa, Ariadna en Ariadna en Naxos, Rezia en Oberón, Donna Anna en Don Giovanni y muy especialmente como Salomé y Electra de Richard Strauss, donde su voz inmensa no tenía dificultades en atravesar la espesa barrera orquestal straussiana. Su asociación artística con la soprano vienesa Leonie Rysanek se recuerda particularmente cuando ambas cantaron Brunilda y Siglinda o Electra y Crisótemis respectivamente. Hacia el final de su carrera incorporó con gran éxito el papel de la Tintorera en La mujer sin sombra compartiendo una vez más el escenario con Leonie Rysanek en su papel clásico de la emperatriz.
Sus registros discográficos, incluyen dos ciclos de El anillo del nibelungo de Wagner como Brunilda. El primero dirigido por Georg Solti y el segundo por Karl Böhm tomado directamente de las representaciones del Festival de Bayreuth en 1966 y 1967.
Igualmente famosa, su Isolda fue registrada en Bayreuth con el mismo director, anteriormente la había grabado con Solti. Una representación de la ópera en el Teatro romano de Orange, Francia, fue filmada compartiendo cartel con el más famoso Tristán de la época, Jon Vickers. Nilsson y Vickers cantaron muy pocas veces juntos Tristán e Isolda, aparte de Orange los vieron juntos los escenarios del Metropolitan Opera, la Wiener Staatsoper y por primera vez en el Teatro Colón de Buenos Aires (1971).
Tuvo desavenencias con el director de orquesta Herbert von Karajan y por lo tanto fue virtualmente excluida del Festival de Salzburgo, también con Rudolf Bing, férreo regente del Metropolitan Opera que una vez dijo «Se le llenan los bolsillos de dólares y canta como ninguna».
En 1948 se casó con Bertil Niklasson, un estudiante de veterinaria que conoció en un tren. La Fundación Americana Escandinava creó un premio para promover jóvenes talentos americanos con el nombre Premio Birgit Nilsson.

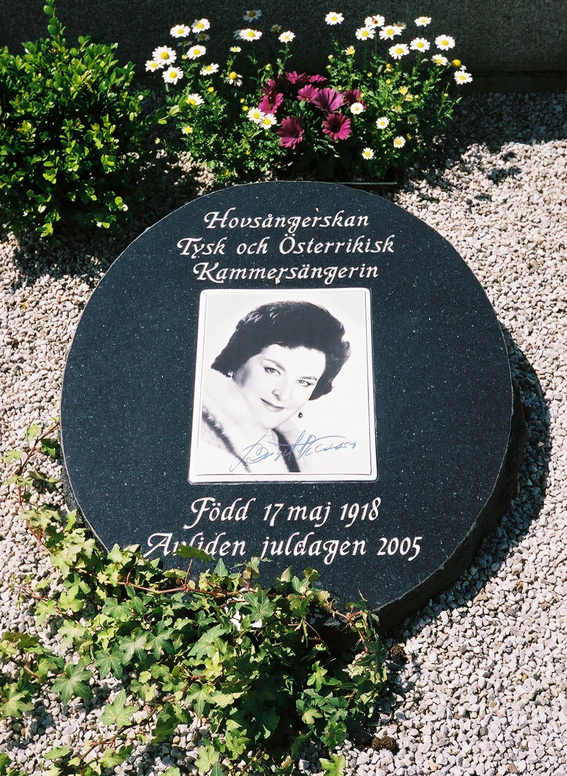
La tumba de Birgit Nilsson en el Västra Karups kyrkogård. Su lápida dice arriba en sueco: "Cantante de la Corte. Cantante de Cámara de Alemania y Austria.".

Publicó su autobiografía en Estocolmo en 1977, con el título Mina Minnesbilder [Mis retratos de memoria]. Las traducciones al inglés y al alemán se titularon La Nilsson.
Se retiró de los escenarios en 1984.

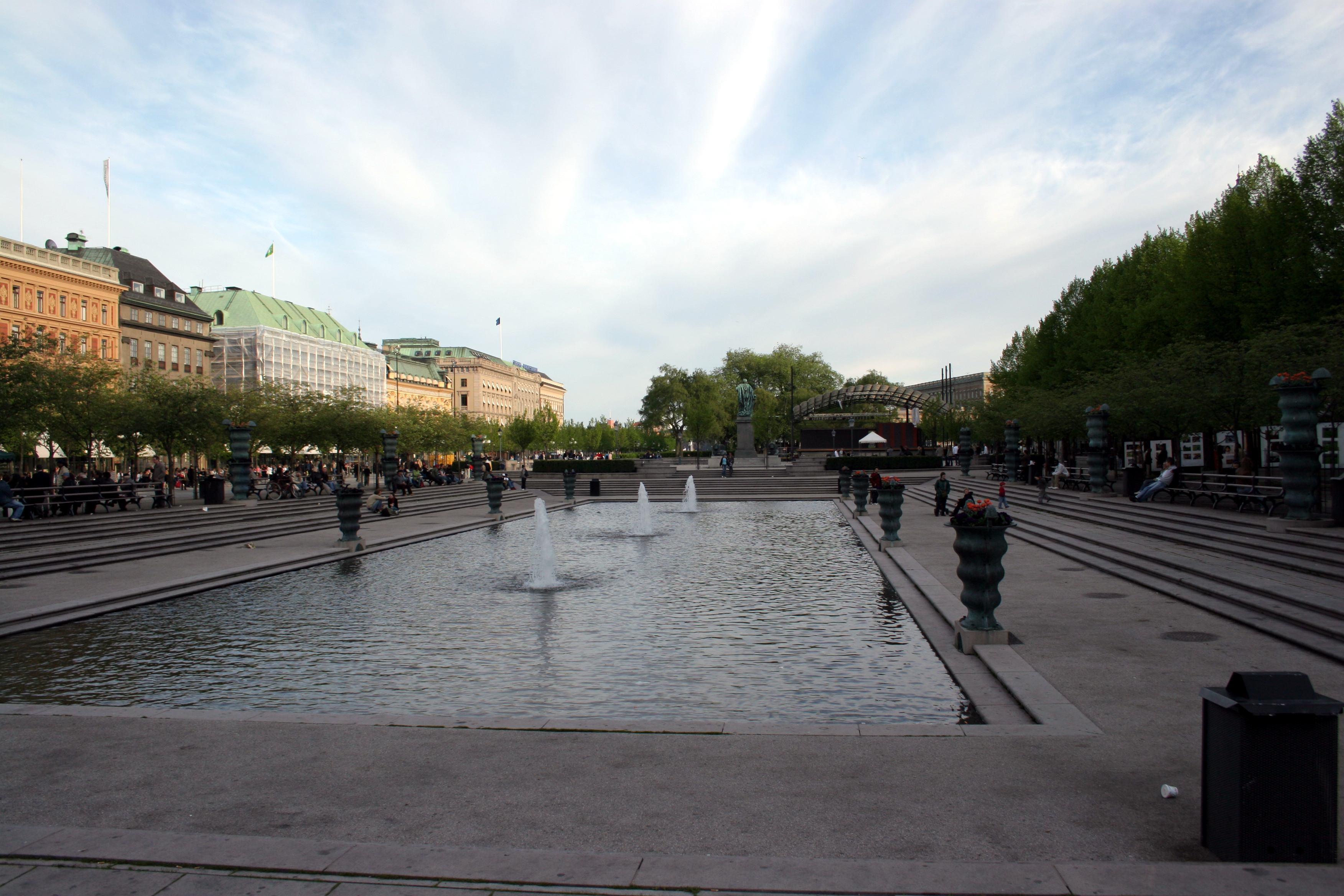
El Kungsträdgården: a la izquierda, el Paseo de Birgit Nilsson; a la derecha, Jussi Björlings Allé, el Paseo de Jussi Björling.

Murió a los 87 años de edad en Bjärlöv (Araslövs församling, en el sur de Suecia), el día de Navidad de 2005 —según una noticia publicada por un diario de Estocolmo, el Svenska Dagbladet, recién el 11 de enero de 2006—. No tenía hijos, y su marido la sobrevivió —murió en marzo de 2007—. Está enterrada en cementerio de Västra Karup, la misma aldea donde había nacido.
El Paseo Este de tilos del parque de Kungsträdgården [El jardín del rey] en el centro de Estocolmo se llama Birgit Nilssons Allé desde el 8 de mayo de 2007.

### El humor de Nilsson
Nilsson no se llevaba bien con el famoso director de orquesta Herbert von Karajan. Una vez, mientras ensayaba en el escenario de la Staatsoper de Viena, se le rompió el collar de perlas. Mientras la ayudaba a recuperarlas, Karajan le preguntó: "¿Son perlas de verdad compradas con sus honorarios de La Scala?". Nilsson respondió: "No, son perlas falsas compradas con sus honorarios de la Staatsoper de Viena". Cuando Nilsson llegó por primera vez al Met para ensayar la producción de Die Walküre dirigida por Karajan, dijo: "Nu, ¿dónde está Herbie?". Y Karajan envió una vez a Nilsson un telegrama de varias páginas en el que le proponía con todo lujo de detalles diversos proyectos, diferentes fechas y óperas. Nilsson respondió: "Ocupado. Birgit."
El fotógrafo sueco Lennart Nilsson, que se hizo mundialmente famoso por su documentación del embarazo desde la concepción hasta el nacimiento, recibió el encargo de la revista Life de fotografiar las cuerdas vocales de Birgit Nilsson mientras cantaba en do agudo. Birgit Nilsson rechazó la propuesta con las siguientes palabras: "Su fotógrafo quiere que me trague la cámara diminuta para poder hacer fotos de la cuerda vocal  [sic]. No quiero eso, ya que sé dónde ha estado antes".  Finalmente, sin embargo, accedió a que le hicieran las fotos.
Hubo una sana competición entre Nilsson y el tenor Franco Corelli por ver quién aguantaba más tiempo el do de pecho en el acto II de Turandot. En una de las representaciones de la gira, después de que ella le superara en el Do agudo, él se fue enfadado hacia Rudolf Bing durante el siguiente intermedio, diciendo que no iba a continuar con la representación. Bing, que sabía cómo manejar las rabietas de Corelli, le sugirió que se vengara mordiendo a Nilsson en el cuello cuando Calaf besa a Turandot en el Acto III. Corelli no la mordió, pero estaba tan encantado con la idea que le contó la sugerencia de Bing. Entonces telefoneó a Bing, informándole de que tenía que cancelar las dos representaciones siguientes porque había contraído la rabia.
Cuando Nilsson empezó a cantar Aida en el Met, la soprano Zinka Milanov se enfadó, ya que hasta entonces Aida había sido "su" papel. Tras una representación en la que cantaba Nilsson, Milanov requisó y se marchó en el Rolls-Royce que Nilsson había alquilado para después de la representación. Cuando le preguntaron por ello después, Milanov dijo: "Si Madame Nilsson se lleva mis papeles, yo debo llevarme su Rolls"."
El secreto para cantar Isolda, según ella, eran "unos zapatos cómodos" Tras un desencuentro con la soprano australiana Joan Sutherland, le preguntaron a Nilsson si creía que el famoso peinado bouffant de Sutherland era real. Ella respondió: "No lo sé. Aún no me lo he hecho"..
Una vez, cuando le preguntaron cuál era su papel favorito, respondió: "Isolda me hizo famosa. Turandot me hizo rica". Cuando le preguntaron a Sir Rudolf Bing, durante muchos años director de la Metropolitan Opera, si era difícil, respondió: "En absoluto. Pones suficiente dinero y sale una voz gloriosa".  Cuando Nilsson preparaba sus impuestos y le preguntaron si tenía personas a su cargo, respondió: "Sí, sólo una, Rudolf Bing"..